# 敦慕斯达化海洋公园
敦慕斯达化海洋公园是一个位于马来西亚沙巴州古达省北岸的海洋公园。其面积达898762.76公顷，并包含50多个小岛，行政上隶属于古达县、必达士县和哥打马鲁都县三个县。

## 历史
自2003年以来，该区域最初提议由沙巴州政府在被承认为重要的海洋保护区后不久就在宪报上提出。2016年，该地区内的所有岛屿和岛屿都被公告为海洋公园，包括邦耳岛、Balambangan Island和Malawali三个主要岛屿。